# Sobhuza II
Sobhuza II, född 22 juli 1899 i Zombodze i Shiselweni, död 21 augusti 1982 i Mbabane, var konung av Swaziland från 1921 fram till sin död 1982.
Han var son till Ngwane V (född cirka 1875, död 1899). Åren 1899–1921 styrdes landet av hans mor, Labotsibeni Gwamile Mdluli (död 1925). Sobhuza II utbildades vid Swazi nationalskola i Zombodze och vid det missionärs-drivna Lovedale Institute i Kapprovinsen, Sydafrika. Sobhuza II tillträdde tronen 1921 och var regent fram till sin död (i lunginflammation) 1982.
Swaziland uppnådde fullt självstyre i september 1968, då som konstitutionell monarki. I april 1973 upphävde han dock landets konstitution, upplöste parlamentet och alla politiska partier och återtog enväldigt styre. En ny konstitution 1978 införde ett parlament (Libandla) som enbart hade en rådgivande roll. Det förekom dock mycket begränsad opposition mot hans styre. Han bibehöll nära band till Västvärlden och tillät inte att Swaziland användes som bas av gerillaförband för attacker mot Sydafrika.
Sobhuza II efterträddes först av drottning Dzeliwe och sedan av drottning Ntfombi innan sonen Mswati III blev gammal nog att tillträda tronen, 18 år gammal. Sobhuza II hade 70 fruar, 210 barn och vid sin död 1000 barnbarn.[källa behövs]